# Ablerus pulchriceps
Ablerus pulchriceps är en stekelart som beskrevs av Leo Zehntner 1899. Ablerus pulchriceps ingår i släktet Ablerus och familjen växtlussteklar. Inga underarter finns listade i Catalogue of Life.